# Duran Çetin

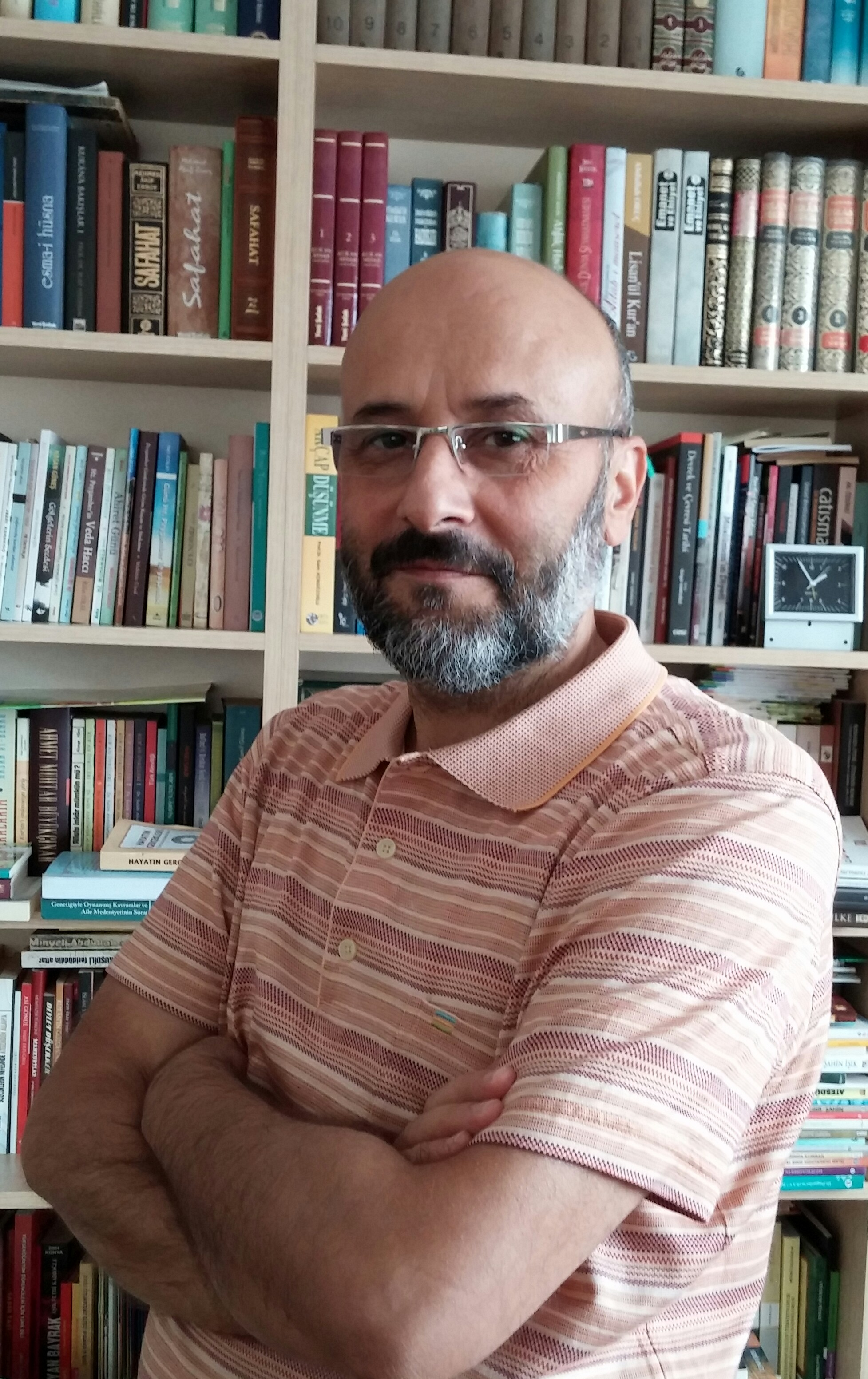
Duran Çetin

Duran Çetin (* 15. Februar 1964 in Apasaraycik/Türkei) ist ein türkischer Schriftsteller.

## Leben
Duran Cetin wurde 1964 im Dorf Apasaraycik im Landkreis Çumra (Provinz Konya) geboren. Seine Grundschulzeit hat er im eigenen Dorf und die Sekundarstufe an der Imam-Hatip Lisesi (1981) vollendet. 1986 schloss er sein Studium an der theologischen Fakultät der Selçuk Üniversitesi in Konya ab. Seine Geschichten und Schriften wie „Edebiyat Otağı“, „Berceste“, „Yeni Kardelen“, „Son Çağrı“, „Müsvedde“, „Yedi İklim“, „Dergah“, „Hece“ wurden neben Internetzeitschriften wie Edebistan.com, Kırkikindi, Hikayeler.Net, Hikayelerarşivi, Edebiyat Ufku, İzedebiyat, Sanatalemi auch in lokalen Zeitungen veröffentlicht. Sein erster Artikel erschien 1990 in der regionalen Zeitung „İki Eylül“ in Eskisehir.
„Mit Geschichten und Romanhelden, die aus dem röstenden Sommer und frostigem Winter Anatoliens stammen, zudem von warmen und gefühlvollen Menschen erzählt wurden, erweckte er Aufmerksamkeit“ (Enzyklopädie der türkischen Literate und Kulturmenschen („Türkiye Edebiyatçılar ve Kültür Adamları Ansiklopedisi“), Istanbul, Verlag Elvan, Band 3, S. 924). Im Radio entwickelte er in verschiedenen Bereichen Programme und moderierte diese. Weiterhin bereitet er auf KONTV das Programm “KÜLTÜR DÜNYAMIZ – WORLD CULTURE” vor moderiert es. Duran Cetin ist Vorstandsmitglied im Schriftstellerverband Konya.

## Werke (türkische Veröffentlichungen)

### Geschichte
- Bir Kucak Sevgi, Beka Yayınları, İstanbul 2007
- Güller Solmasın, Beka Yayınları, İstanbul 2007
- Kırmızı Kardelenler, Beka Yayınları, İstanbul 2003
- Sana Bir Müjdem Var, Beka Yayınları, İstanbul 2006
- Gözlerdeki Mutluluk, Beka Yayınları, İstanbul 2007
- Minik Göl, Koski Yay, Konya 2009
- Büyük Ödül, Beka Yayınları, İstanbul 2009
- Balkondaki Adam, Beka Yayınları, İstanbul 2009
- Kül Yığını, Beka Yayınları, İstanbul 2010

### Romane
- Bir Adım Ötesi, (One Step Beyond) Beka Yayınları, İstanbul, 2002, 2. baskı, 2009
- Yolun Sonu, (Das Ende der Straße) Beka Yayınları, İstanbul, 2004, 2. baskı, 2009
- Portakal Kızım, (Orangenmädchen) Beka Yayınları, İstanbul, 2005, 3. baskı, 2009
- Toprak Gönüllüler, (Ground Freiwillige) Beka Yayınları, İstanbul, 2008, 2. baskı, 2010
- Portakal Kızım Sadece Ben, (Orangenmädchen nur ich) Beka Yayınları, İstanbul 2010
- Tebessüm Öğretmen ve Öğrencileri,(lächelnd Lehrer) Nar Yayınları, İstanbul, 2012
- Muhteşem Yükseliş, Karatay Akademi Yayınları, Konya, 2013,
- Çılgın Okul, (Verrückte Schule) Beka Yayınları, İstanbul, 2013,
- Portakal Kızım Gönül Mahkemesi, Beka Yayınları, İstanbul, 2015
- Portakal Kızım Yürek Yangını, Beka Yayınları, İstanbul, 2015
- Aylaynırlı Kız, Beka Yayınları, İstanbul, 2015
- Başarı Avcıları, Panda Yayınları, İstanbul, 2015

### Märchen
- Gökkuşağı Yolculuğu,(Regenbogen reiten) Gonca Yayınları, İstanbul 2010
- Macera Peşinde, Nar Yayınları, İstanbul, 2012
- Kuledeki Sır (Geheimnisse des Turms), Panda Yayınları, İstanbul, 2015